# Musetorn-familien
Musetorn-familien (Ruscaceae) er en plantefamilie, som er udbredt med ca. 10 slægter på den Nordlige halvkugle, særlig i Sydøstasien, Europa og Mellemøsten, men også i Nordamerika og Afrika (især Kaplandet). Planterne indeholder flavonoider, og de har chrysofanol i rødderne. Bladene er spiralstillede eller toradede. Blomsterne sidder i klaser. Her omtales kun de slægter, der er repræsenteret ved arter, som er vildtvoksende i danmark, eller som dyrkes her.
| Slægter |

| - Aspidistra - Beaucarnea - Liljekonval-slægten (Convallaria) - Danae - Dasylirion - Disporopsis - Dracæna (Dracaena) - Eriospermum - Heteropolygonatum - Liriope | - Majblomst (Maianthemum) - Nolina - Slangeskæg (Ophiopogon) - Peliosanthes - Konval (Polygonatum) - Reineckea - Rohdea - Musetorn-slægten (Ruscus) - Sansevieria - Semele | - Theropogon - Tupistra |